# أندريه مور
أندريه مور (بالإنجليزية: Andre Moore)‏ مواليد 2 يوليو 1964 في شيكاغو، هو لاعب كرة سلة أسترالي سابق. بدأ مسيرته الاحترافية في سنة 1987. تم اختياره من قبل فريق دنفر ناغتس خلال الدرافت. يبلغ طوله 6 قدم 9 بوصة (2.1 م). اعتزل اللعب في 2001.

## المسيرة الاحترافية
لعب مع دنفر ناغتس في سنة 1987، ثم لعب مع ميلووكي باكز في سنة 1987، ثم لعب مع بريزبن بولتز في الدوري الأسترالي من سنة 1990 إلى 1994، ثم لعب مع كيرنز تيبانز من سنة 1999 إلى 2001.

## روابط خارجية
- أندريه مور على موقع إن بي أي (الإنجليزية)
- أندريه مور على موقع سبورتس رفرنس (الإنجليزية)
- أندريه مور على موقع كرة السلة الأوروبية.كوم (الإنجليزية)
- أندريه مور على موقع كلية كرة السلة في سبورتس رفرنس.كوم (الإنجليزية)
- أندريه مور على موقع ريلجم (الإنجليزية)
- أندريه مور على موقع بروبوليرز (الإنجليزية)